# The Promise (album de Bruce Springsteen)
Pour les articles homonymes, voir The Promise.
Albums de Bruce Springsteen
Greatest Hits
(2009) Wrecking Ball
(2012)
The Promise est un double album de Bruce Springsteen sorti en 2010 et composé de chansons écartées de l’album Darkness on the Edge of Town et de versions studio de chansons jusque-là parues dans le triple album Live 1975-1985 et le coffret Tracks.

## Liste des pistes
| 1.  | Racing in the street '78           |  |
| 2.  | Gotta get that feeling             |  |
| 3.  | Outside looking in                 |  |
| 4.  | Someday (We'll be together)        |  |
| 5.  | One way street                     |  |
| 6.  | Because the Night (version studio) |  |
| 7.  | Wrong side of the street           |  |
| 8.  | The brokenhearted                  |  |
| 9.  | Rendezvous (version studio)        |  |
| 10. | Candy's boy                        |  |

| 1.  | Save my love                     |  |
| 2.  | Ain't good enough for you        |  |
| 3.  | Fire (version studio)            |  |
| 4.  | Spanish eyes                     |  |
| 5.  | It's a shame                     |  |
| 6.  | Come on (Let's go tonight)       |  |
| 7.  | Talk to me                       |  |
| 8.  | The little things (My baby does) |  |
| 9.  | Breakaway                        |  |
| 10. | The promise                      |  |
| 11. | City of night                    |  |